# 法比耶娜·德普莱兹
法比耶娜·德普莱兹（德語：Fabienne Deprez，1992年2月8日—），德国女子羽毛球運動員。

## 簡歷
法比耶娜·德普莱兹14歲時已初次出戰德國的甲組羽毛球聯賽，成為史上最年輕的德甲球員。
2011年7月，德普莱兹代表德國出戰芬蘭萬塔舉行的歐洲青年羽毛球錦標賽，除了助國家隊贏得團體賽冠軍外，個人亦在女單賽事贏得銅牌。
2017年8月，德普莱兹參加蘇格蘭格拉斯哥舉行的世界羽毛球錦標賽，出戰女子單打項目，首圈就以0比2（10-21、12-21）不敵丹麥的米娅·布里西费尔特出局。

## 主要比賽成績
只列出曾進入準決賽的國際賽事成績：
| 年份   | 賽事                       | 公開賽級別 | 項目     | 搭檔               | 成績   |
| ------ | -------------------------- | ---------- | -------- | ------------------ | ------ |
| 2009年 | 歐洲青年羽毛球錦標賽       | 其他       | 混合團體 | －                 | 準決賽 |
| 2009年 | 歐洲青年羽毛球錦標賽       | 其他       | 混合雙打 | Jonas Geigenberger | 亞軍   |
| 2009年 | 土耳其羽毛球國際賽         | 國際系列賽 | 女子單打 | －                 | 準決賽 |
| 2011年 | 歐洲青年羽毛球錦標賽       | 其他       | 混合團體 | －                 | 冠軍   |
| 2011年 | 歐洲青年羽毛球錦標賽       | 其他       | 女子單打 | －                 | 準決賽 |
| 2011年 | 匈牙利羽毛球國際賽         | 國際系列賽 | 女子單打 | －                 | 準決賽 |
| 2014年 | 歐洲女子羽毛球團體錦標賽   | 其他       | 女子團體 | －                 | 季軍   |
| 2014年 | 葡萄牙羽毛球國際賽         | 國際系列賽 | 女子單打 | －                 | 準決賽 |
| 2014年 | 荷蘭羽毛球國際賽           | 國際系列賽 | 女子單打 | －                 | 亞軍   |
| 2014年 | 匈牙利羽毛球國際賽         | 國際系列賽 | 女子單打 | －                 | 準決賽 |
| 2015年 | 克羅地亞羽毛球國際賽       | 國際系列賽 | 女子單打 | －                 | 準決賽 |
| 2015年 | 希臘羽毛球國際賽           | 國際系列賽 | 女子單打 | －                 | 準決賽 |
| 2016年 | 歐洲女子羽毛球團體錦標賽   | 其他       | 女子團體 | －                 | 季軍   |
| 2016年 | 希臘羽毛球公開賽           | 國際系列賽 | 女子單打 | －                 | 冠軍   |
| 2016年 | 威爾斯羽毛球國際賽         | 國際挑戰賽 | 女子單打 | －                 | 準決賽 |
| 2017年 | 歐洲羽毛球混合團體錦標賽   | 其他       | 混合團體 | －                 | 季軍   |
| 2017年 | 奧地利羽毛球公開賽         | 國際挑戰賽 | 女子單打 | －                 | 亞軍   |
| 2018年 | 歐洲羽毛球女子團體錦標賽   | 其他       | 女子團體 | －                 | 亞軍   |
| 2019年 | 歐洲羽毛球混合團體錦標賽   | 其他       | 混合團體 | －                 | 亞軍   |
| 2019年 | 阿塞拜疆羽毛球國際賽       | 國際挑戰賽 | 女子單打 | －                 | 準決賽 |
| 2019年 | 加拿大羽毛球公開賽         | 超級100賽  | 女子單打 | －                 | 準決賽 |
| 2019年 | 威爾斯羽毛球國際賽         | 國際系列賽 | 女子單打 | －                 | 亞軍   |
| 2020年 | 歐洲羽毛球男女子團體錦標賽 | 其他       | 女子團體 | －                 | 亞軍   |

| 2007-2017年 | 首要超級賽 | 超級賽 | 黃金大獎賽 | 大獎賽 | 國際挑戰賽 | 國際系列賽 | 未來系列賽 | 其他 |

| 2018-2026年 | 總決賽 | 超級1000賽 | 超級750賽 | 超級500賽 | 超級300賽 | 超級100賽 | 國際挑戰賽 | 國際系列賽 | 未來系列賽 | 其他 |

### 奧運會和世錦賽參賽紀錄
|          | 2017 | 2018 | 2019 |
| -------- | ---- | ---- | ---- |
| 女子單打 | 48強 | 32強 | 48強 |